# Taguaí
Taguaí là một đô thị ở bang São Paulo của Brasil. 
Đô thị này nằm ở vĩ độ 23º27'07" độ vĩ nam và kinh độ 49º24'32" độ vĩ tây, trên khu vực có độ cao 575 m. Dân số năm 2004 ước tính là 8.002 người.

## Sông ngòi
- Sông Itararé
- Ribeirão Fartura - abastece o município.